# Долина (Врбє)
Долина (хорв. Dolina) — населений пункт у Хорватії, у Бродсько-Посавській жупанії у складі громади Врбє.

## Населення
Населення за даними перепису 2011 року становило 254 осіб.
Динаміка чисельності населення поселення:

## Клімат
Середня річна температура становить 11,38 °C, середня максимальна – 26,36 °C, а середня мінімальна – -6,18 °C. Середня річна кількість опадів – 900 мм.
| Клімат поселення                              | Клімат поселення | Клімат поселення | Клімат поселення | Клімат поселення | Клімат поселення | Клімат поселення | Клімат поселення | Клімат поселення | Клімат поселення | Клімат поселення | Клімат поселення | Клімат поселення | Клімат поселення |
| Показник                                      | Січ.             | Лют.             | Бер.             | Квіт.            | Трав.            | Черв.            | Лип.             | Серп.            | Вер.             | Жовт.            | Лист.            | Груд.            |                  |
| Середній максимум, °C                         | 6,54             | 8,93             | 13,38            | 18,01            | 23,20            | 26,36            | 25,77            | 24,84            | 21,09            | 15,96            | 10,25            | 6,00             |                  |
| Середня температура, °C                       | 0,20             | 2,60             | 7,00             | 11,64            | 16,83            | 20,00            | 21,51            | 20,57            | 16,83            | 11,70            | 6,00             | 1,78             |                  |
| Середній мінімум, °C                          | −6,18            | −3,8             | 0,64             | 5,28             | 10,48            | 13,61            | 17,25            | 16,31            | 12,57            | 7,40             | 1,71             | −2,5             |                  |
| Норма опадів, мм                              | 58               | 53               | 61               | 74               | 82               | 99               | 83               | 80               | 71               | 81               | 86               | 72               |                  |
| Середньомісячна швидкість вітру, м/с          | 1.54             | 1.80             | 2.10             | 2.10             | 1.90             | 1.76             | 1.70             | 1.59             | 1.50             | 1.50             | 1.58             | 1.60             |                  |
| Середньомісячна сонячна радіація, кДж/м²·день | 4337             | 7186             | 11063            | 15512            | 19580            | 21877            | 22852            | 20526            | 15048            | 9251             | 4914             | 3608             |                  |
| --------------------------------------------- | ---------------- | ---------------- | ---------------- | ---------------- | ---------------- | ---------------- | ---------------- | ---------------- | ---------------- | ---------------- | ---------------- | ---------------- | ---------------- |
| Джерело:                                      |                  |                  |                  |                  |                  |                  |                  |                  |                  |                  |                  |                  |                  |